# Павлув (Сілезьке воєводство)
Павлув (пол. Pawłów) — село в Польщі, у гміні Петровиці-Великі Рациборського повіту Сілезького воєводства. Населення — 702 особи (2011).
У 1975—1998 роках село належало до Катовицького воєводства.

## Демографія
Демографічна структура станом на 31 березня 2011 року:
|          | Загалом | Допрацездатний вік | Працездатний вік | Постпрацездатний вік |
| -------- | ------- | ------------------ | ---------------- | -------------------- |
| Чоловіки | 324     | 64                 | 232              | 28                   |
| Жінки    | 378     | 68                 | 238              | 72                   |
| Разом    | 702     | 132                | 470              | 100                  |